# Ijebu Ode
Ijebu Ode este un oraș din Nigeria.